# Salköveskút
Salköveskút es un pueblo ubicado en el distrito de Szombathely, condado de Vas, Hungría.

## Superficie
Posee una superficie de 13,20 kilómetros cuadrados.

## Demografía
Hasta 2022 la población era de 457 habitantes, con una densidad de población de 34,62 habitantes por kilómetro cuadrado.